# Crematogaster acuta
Crematogaster acuta är en myrart som beskrevs av Fabricius 1804. Crematogaster acuta ingår i släktet Crematogaster och familjen myror.

## Underarter
Arten delas in i följande underarter:
- C. a. acuta
- C. a. centralis

## Bildgalleri

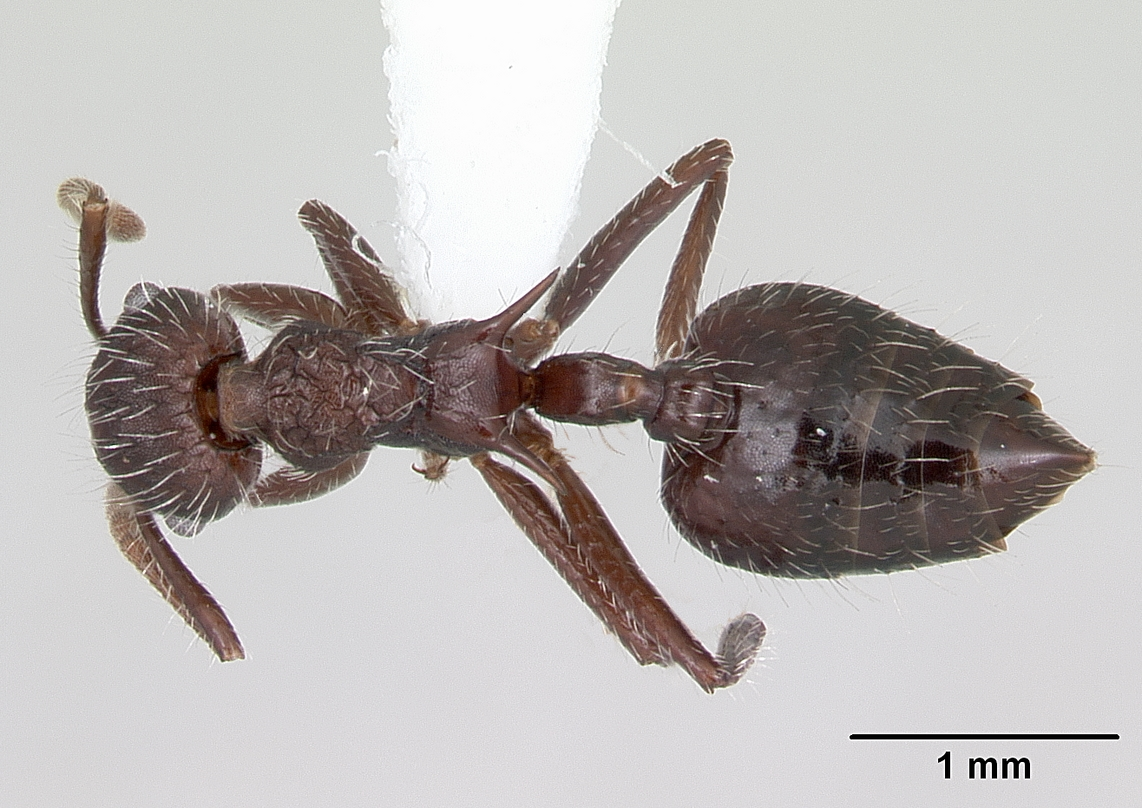
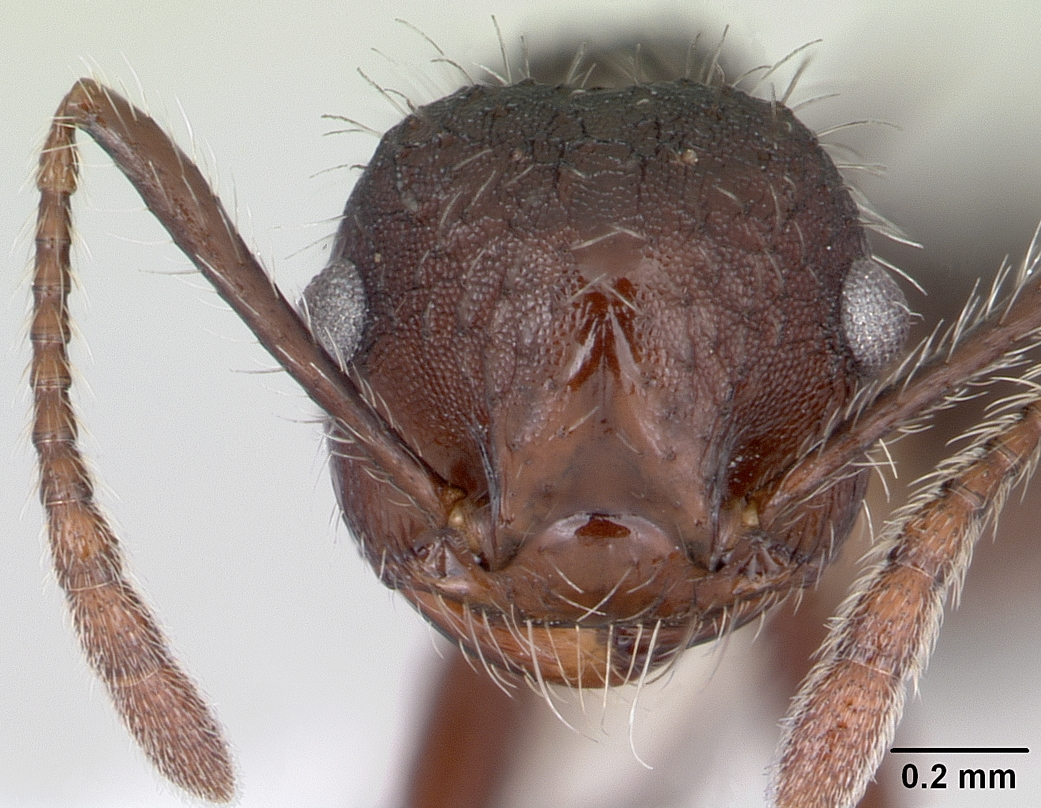
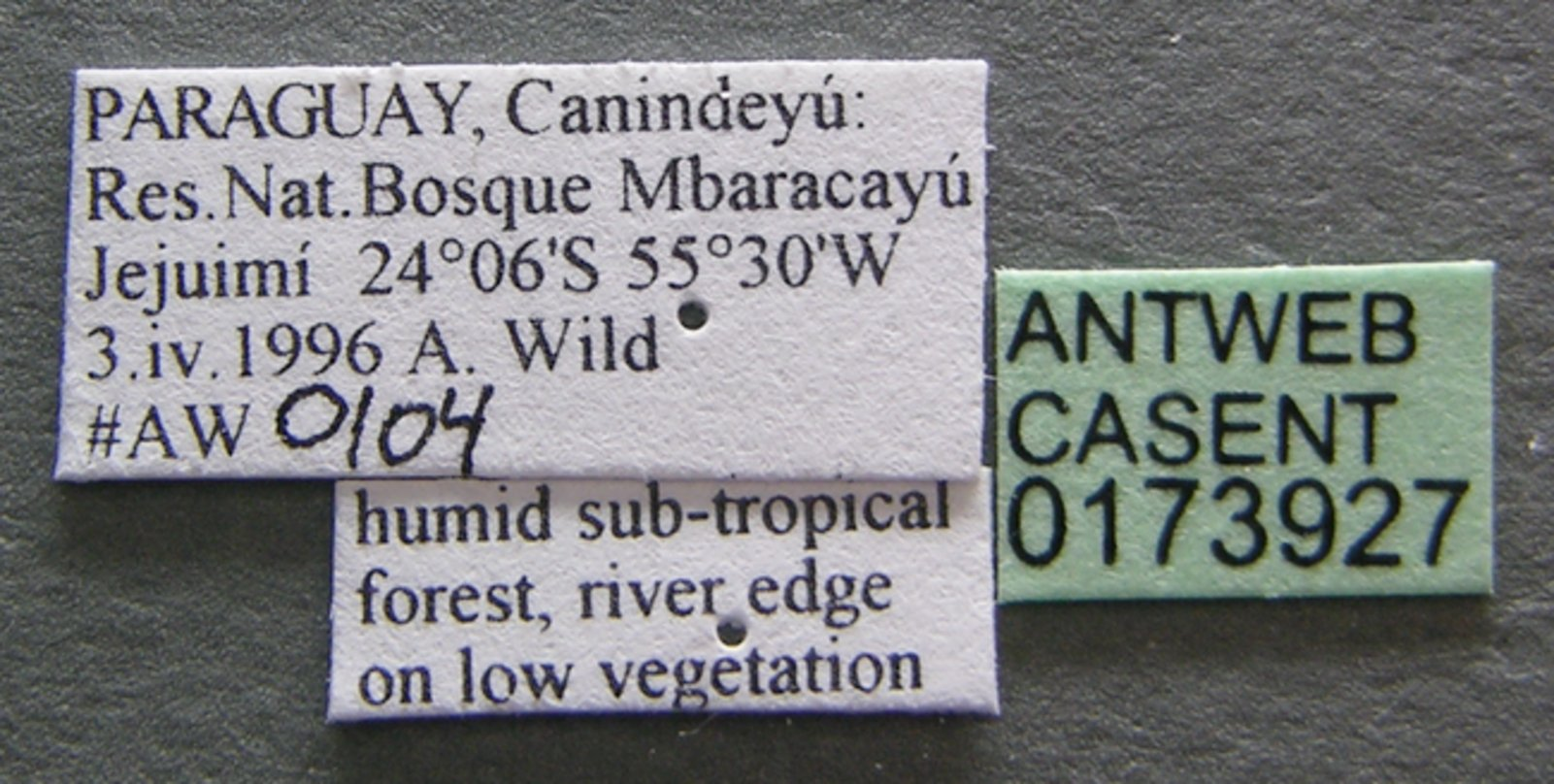
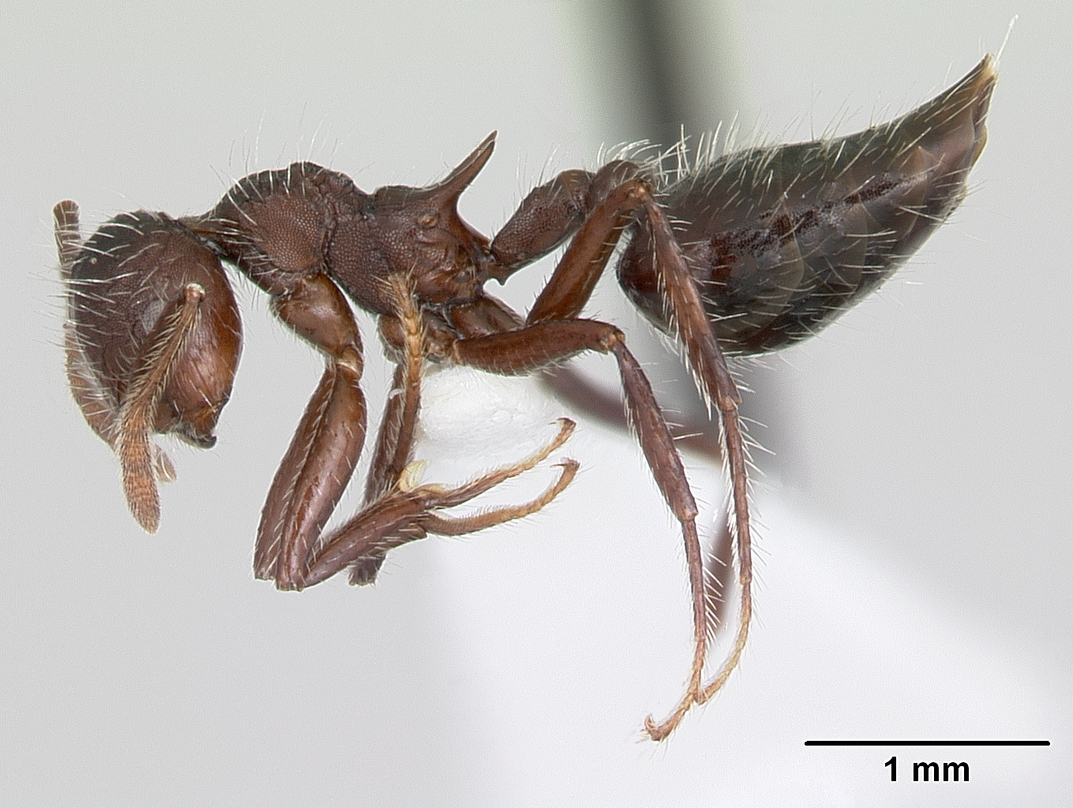
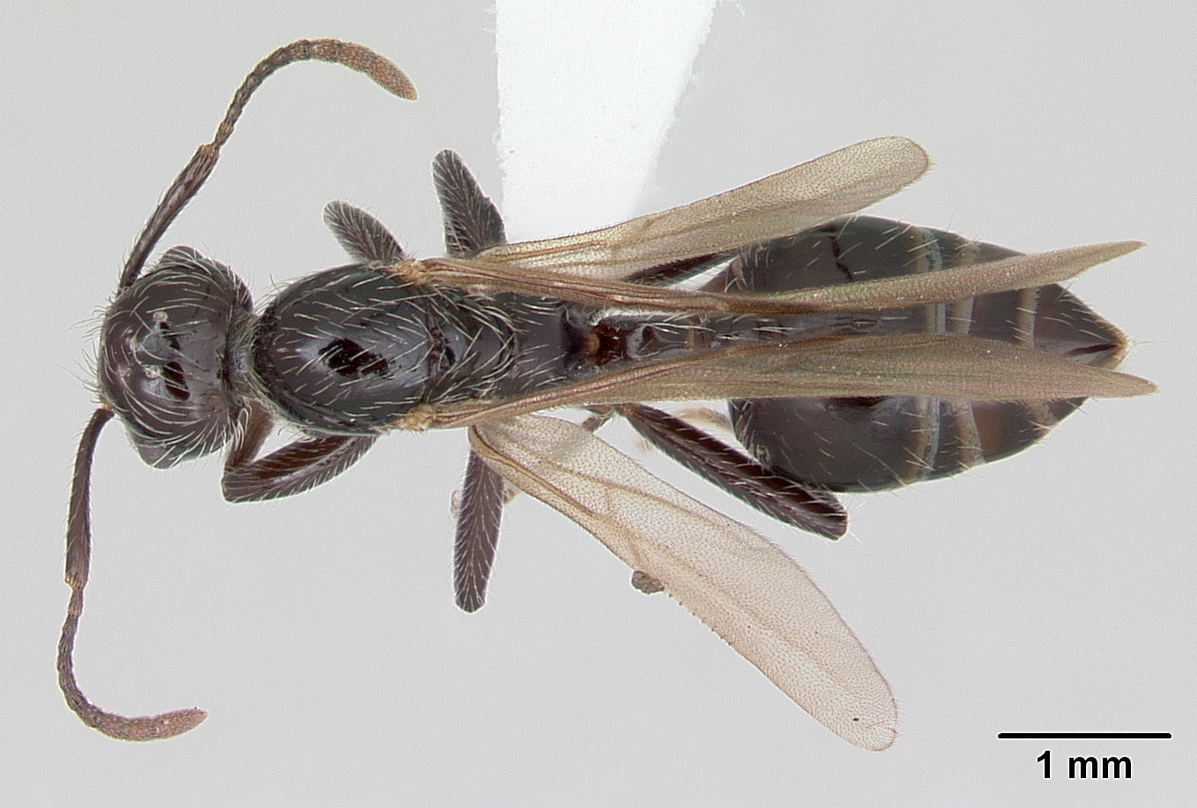
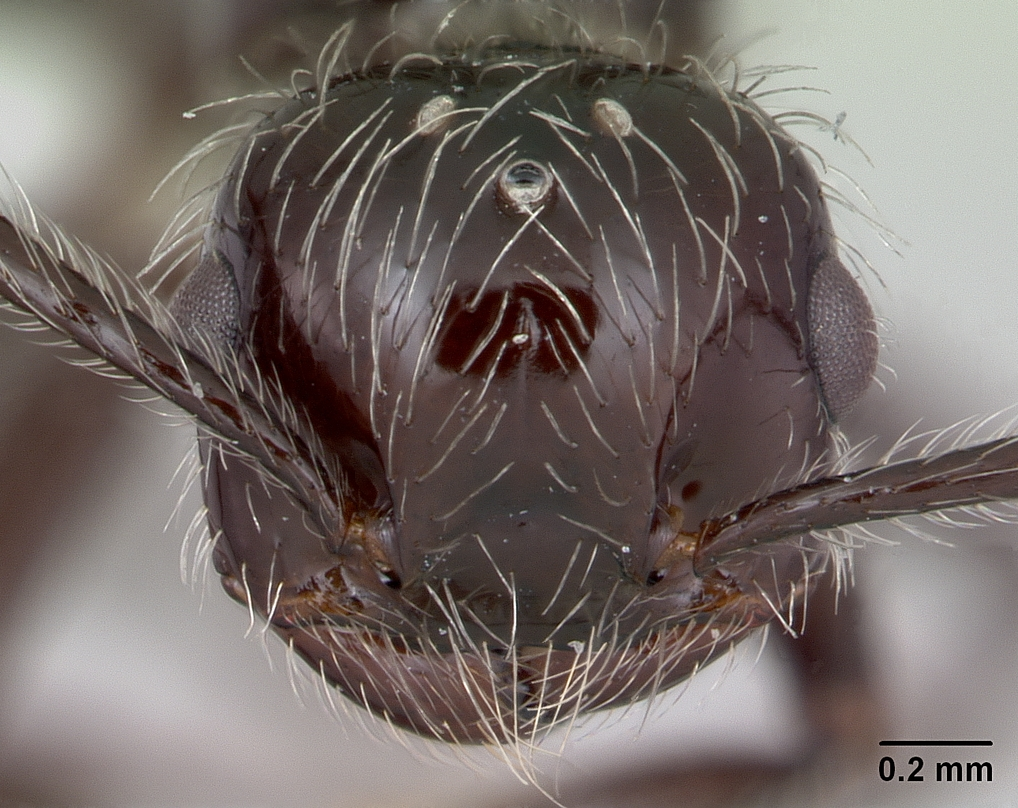